# Elezioni presidenziali in Argentina del 1922
Le elezioni presidenziali in Argentina del 1922 si svolsero il 2 aprile. La sfida ha contrapposto principalmente il candidato radicale Marcelo T. de Alvear e quello conservatore Norberto Piñero. Furono le seconde votazioni che si svolsero con la legge Sáenz Peña, che garantiva il suffragio universale maschile segreto e obbligatorio.
Furono le consultazioni elettorali che si tennero con la legge Sáenz Peña che registrarono la più bassa affluenza della storia argentina.

## Candidature
| Candidati  | Candidati            | Candidati      | Candidati             | Partito                            |
| Presidente | Presidente           | Vicepresidente | Vicepresidente        | Partito                            |
| ---------- | -------------------- | -------------- | --------------------- | ---------------------------------- |
|            | Marcelo T. de Alvear |                | Elpidio González      | Unione Civica Radicale             |
|            | Norberto Piñero      |                | Rafael Núñez          | Concentrazione Nazionale           |
|            | Carlos Ibarguren     |                | Francisco Correa      | Partito Democratico Progressista   |
|            | Nicolás Repetto      |                | Antonio de Tomaso     | Partito Socialista                 |
|            | Miguel Laurencena    |                | Carlos Francisco Melo | Unione Civica Radicale Principista |

## Risultati
| Candidati presidente e vicepresidente   | Liste                                               | Voti    | %     | Elettori |
| --------------------------------------- | --------------------------------------------------- | ------- | ----- | -------- |
| Marcelo T. de Alvear Elpidio González   | Unione Civica Radicale                              | 419.170 | 50,49 | 216      |
| Norberto Piñero Rafael Núñez            | Concentrazione Nazionale                            | 231.102 | 27,84 | 91       |
| Norberto Piñero Rafael Núñez            | • Partito Democratico di Buenos Aires               | 62.029  | 7,47  | 91       |
| Norberto Piñero Rafael Núñez            | • Concentrazione Popolare di Entre Ríos             | 31.485  | 3,79  | 91       |
| Norberto Piñero Rafael Núñez            | • Partito Democratico di Córdoba                    | 31.078  | 3,74  | 91       |
| Norberto Piñero Rafael Núñez            | • Concentrazione Nazionale della Capitale Federale  | 25.415  | 3,06  | 91       |
| Norberto Piñero Rafael Núñez            | • Concentrazione Nazionale di Corrientes            | 27.239  | 3,28  | 91       |
| Norberto Piñero Rafael Núñez            | • Unione Provinciale                                | 17.120  | 2,06  | 91       |
| Norberto Piñero Rafael Núñez            | • Partito Liberale di Tucumán                       | 12.817  | 1,54  | 91       |
| Norberto Piñero Rafael Núñez            | • Partito Democratico Liberale de San Luis          | 6.709   | 0,81  | 91       |
| Norberto Piñero Rafael Núñez            | • Concentrazione Civica                             | 5.972   | 0,72  | 91       |
| Norberto Piñero Rafael Núñez            | • Concentrazione Catamarqueña                       | 5.750   | 0,69  | 91       |
| Norberto Piñero Rafael Núñez            | • Partito Liberale de Mendoza                       | 3.348   | 0,40  | 91       |
| Norberto Piñero Rafael Núñez            | • Unione Popolare de La Rioja                       | 2.140   | 0,26  | 91       |
| Carlos Ibarguren Francisco Correa       | Partito Democratico Progressista                    | 41.841  | 5,04  | 14       |
| Miguel Laurencena Carlos Francisco Melo | Totale Laurencena-Melo                              | 58.749  | 7,08  | 33       |
| Miguel Laurencena Carlos Francisco Melo | • Unione Civica Radical de Tucumán                  | 16.671  | 2,01  | 33       |
| Miguel Laurencena Carlos Francisco Melo | • Unione Civica Radical Lencinista                  | 14.150  | 1,70  | 33       |
| Miguel Laurencena Carlos Francisco Melo | • Unione Civica Radical Principista                 | 11.670  | 1,41  | 33       |
| Miguel Laurencena Carlos Francisco Melo | • Concentrazione Nazionale della Capitale Federale  | 25.415  | 3,06  | 33       |
| Miguel Laurencena Carlos Francisco Melo | • Unione Civica Radical Bloquista                   | 7.048   | 0,85  | 33       |
| Miguel Laurencena Carlos Francisco Melo | • Unione Civica Radical de Salta                    | 6.707   | 0,81  | 33       |
| Miguel Laurencena Carlos Francisco Melo | • Unione Civica Radical Intransigente di Entre Ríos | 2.377   | 0,29  | 33       |
| Miguel Laurencena Carlos Francisco Melo | • Unione Civica Radicale Rossa di San Luis          | 126     | 0,02  | 33       |
| Nicolás Repetto Antonio de Tomaso       | Partito Socialista                                  | 78.472  | 9,45  | 22       |
| Nessun candidato                        | Unione Radicale Jujeña                              | 1       | 0,00  | -        |
| Nessun candidato                        | Altri                                               | 809     | 0,10  | -        |
| Totale                                  | Totale                                              | 721.215 | 100   | 300      |